# Opération Mole Cricket 19
Intervention militaire israélienne au Liban de 1982
Batailles
Opération Mole Cricket 19 - Bataille de Sultan Yacoub - Siège de Beyrouth
L'opération Mole Cricket 19 (ou opération Courtilière en français ; מבצע ערצב -19 Mivtza Artzav Tsha-Esreh, en hébreu) est une campagne lancée par l'Armée de l'Air israélienne (IAF) le 9 juin 1982 visant à supprimer des batteries de missiles sol-air syriennes au début de la guerre du Liban.
Le 6 juin 1982, Israël envahit le Liban. Le troisième jour de la guerre, alors que des affrontements ont lieu entre les Forces de défense israéliennes et l'armée syrienne, Israël décide de lancer l'opération aérienne.
À la fin de la journée, l'IAF a détruit 29 des 30 batteries SAM déployées dans la vallée de la Bekaa et abattu 82 à 86 avions ennemis, tout en ayant deux F-15 endommagés. La bataille conduit les États-Unis à imposer un cessez-le-feu à Israël et à la Syrie.
Cette opération est la première dans laquelle un avion d'origine occidentale détruit un dispositif SAM de conception soviétique. Il s'agit de l'une des batailles aériennes les plus importantes depuis la Seconde Guerre mondiale.

## Historique

### Après la guerre du Kippour
Lors de la guerre du Kippour en 1973, l'Égypte était équipée de 20 systèmes de lancement SAM SA-6, soutenus par 70 SA-2, 65 SA-3, plus de 2500 batteries antiaériennes et environ 3 000 unités de SA-7. La Syrie avait déployé de son côté 34 autres batteries de SAM. L'opération Model 5, une tentative de l'IAF exécutée à la hâte pour éliminer ces défenses antiaériennes près du plateau du Golan au début des combats, a échoué au prix de résultats catastrophiques pour la force attaquante. 
Au total, en seulement 3 jours, l'IAF a perdu 50 aéronefs pour un total de 1 220 sorties soit un taux de pertes de 4 %. Les SA-6, SA-7 et ZSU-23-4 ont à eux seuls atteint 53 des 170 A-4 Skyhawk israéliens d'avant-guerre et 33 de ses 177 F-4 Phantoms. En conséquence, l'IAF eut des difficultés à fournir un appui aérien aux troupes terrestres, ayant perdu 109 avions en 18 jours.  
Les pertes subies par Israël durant la guerre de 1973 étaient si élevées qu'elles ont engendré indirectement le programme d'avion furtif américain, le project HAVE BLUE. Les États-Unis ont par la suite estimé que sans solution au problème du SAM, eux-mêmes subiraient un épuisement de leur force aérienne dans les deux semaines suivant l'éclatement d'un conflit avec l'Union soviétique. 
À la suite de cela, l'aviation israélienne commença à travailler sur une opération de suppression des dispositifs SAM de la Défense aérienne syrienne. La hausse des tensions entre les deux voisins à propos du Liban, intensifiée depuis le début des années 1980, aboutit au déploiement par la Syrie de SAM dans la vallée de la Bekaa. Le 6 juin 1982, Israël envahit le Liban, et le troisième jour de la guerre, après des combats contre l'armée syrienne, elle décide de lancer l'opération Mole Cricket 19.
La bataille dure environ deux heures et voit l'utilisation de tactiques et d'outils technologiques modernes à l'instar des drones, utilisés afin qu'ils soient pris pour cibles par les tirs des batteries de missiles sol-air permettant ainsi de dévoiler les positions de ces dernières. Cet affrontement est aussi celui de la mise en place d'une intense guerre électronique. À la fin de la journée, les Forces de défense israéliennes ont détruit 17 des 19 batteries SAM déployées dans la vallée de la Bekaa et abattu plus de 80 avions de combat syriens sur une centaine engagée. Les États-Unis  de leur côté imposent un cessez-le-feu.